# Gouvernement Benkiran II
Pour les articles homonymes, voir Gouvernement Abdel-Ilah Benkiran.
 (septembre 2016).
Si vous disposez d'ouvrages ou d'articles de référence ou si vous connaissez des sites web de qualité traitant du thème abordé ici, merci de compléter l'article en donnant les références utiles à sa vérifiabilité et en les liant à la section « Notes et références ».
Monarchie constitutionnelle
Benkiran I El Otmani I
Le gouvernement Benkiran II est le trente-et-unième du Maroc depuis son indépendance en 1956,.
Institué le 10 octobre 2013 pour remplacer le gouvernement Benkiran I, il est dissout, à la suite du retrait du parti de l'Istiqlal de la coalition gouvernementale le 9 juillet 2013,,,,,,.

## Contexte
Avec la démission de 5 ministres du parti de l'Istiqlal le 9 juillet 2013 et l'exclusion des rangs de ce parti de Mohamed Louafa, le gouvernement Benkiran I perd sa majorité parlementaire. Des tractations commencent immédiatement pour intégrer le Rassemblement national des indépendants dans le gouvernement afin de reconstituer une nouvelle majorité. Trois mois sont nécessaires pour conclure un accord et voir la formation officielle de ce nouveau gouvernement seulement un jour avant l'ouverture de la session d'automne 2013 du parlement, évitant ainsi de justesse la possibilité d'une motion de censure.

## Coalition gouvernementale
|  | Rang | Parti                                         | % (Législatives 2011) | Sièges (Législatives 2011) | Nombre de ministres         |
|  | ---- | --------------------------------------------- | --------------------- | -------------------------- | --------------------------- |
|  | 1er  | Parti de la justice et du développement (PJD) | 27,08 %               | 107 (+61)                  | 11 (+ Chef du gouvernement) |
|  | 3e   | Rassemblement national des indépendants (RNI) | 13,16 %               | 52 ( +13)                  | 8                           |
|  | 6e   | Mouvement populaire (MP)                      | 8,10 %                | 32 ( -9)                   | 6                           |
|  | 8e   | Parti du progrès et du socialisme (PPS)       | 4,55 %                | 18 ( +1)                   | 5                           |
|  | --   | Indépendants                                  |                       |                            | 8                           |
|  | --   | Total                                         | 52,91 %               | 209/395                    | 39                          |

## Répartition des ministères

### Chef du gouvernement
| Image | Fonction             | Nom | Nom                 | Parti |
| ----- | -------------------- | --- | ------------------- | ----- |
|       | Chef du gouvernement |     | Abdel-Ilah Benkiran | PJD   |

### Ministres
| Image | Fonction                                                                                         | Nom | Nom                       | Parti |
| ----- | ------------------------------------------------------------------------------------------------ | --- | ------------------------- | ----- |
|       | Ministre d'État                                                                                  |     | Abdellah Baha             | PJD   |
|       | Ministre de l'Intérieur                                                                          |     | Mohamed Hassad            | Ind.  |
|       | Ministre des Affaires étrangères et de la Coopération                                            |     | Salaheddine Mezouar       | RNI   |
|       | Ministre de la Justice des Libertés                                                              |     | El Mostafa Ramid          | PJD   |
|       | Ministre des Habous et des Affaires islamiques                                                   |     | Ahmed Toufiq              | Ind.  |
|       | Secrétaire général du gouvernement                                                               |     | Driss Dahak               | Ind.  |
|       | Ministre de l'Économie et des Finances                                                           |     | Mohamed Boussaïd          | RNI   |
|       | Ministre de l’Urbanisme et de l'Aménagement du territoire national                               |     | Mohand Laenser            | MP    |
|       | Ministre de l'Habitat et de la Politique de la ville                                             |     | Mohamed Nabil Benabdallah | PPS   |
|       | Ministre de l'Agriculture et de la Pêche maritime                                                |     | Aziz Akhannouch           | Ind.  |
|       | Ministre de l'Éducation nationale et de la Formation professionnelle                             |     | Rachid Belmokhtar         | Ind.  |
|       | Ministre de l'Enseignement supérieur, de la Recherche scientifique et de la Formation des cadres |     | Lahcen Daoudi             | PJD   |
|       | Ministre de l'Équipement, du Transport et de la Logistique                                       |     | Aziz Rabbah               | PJD   |
|       | Ministre de l'Industrie, du Commerce, de l’Investissement et de l'Économie numérique             |     | Moulay Hafid Elalamy      | Ind.  |
|       | Ministre de la Jeunesse et des Sports                                                            |     | Mohammed Ouzzine          | MP    |
|       | Ministre de la Santé                                                                             |     | Houcine El Ouardi         | PPS   |
|       | Ministre de la Communication, porte-parole du gouvernement                                       |     | Mustapha El Khalfi        | PJD   |
|       | Ministre de l'Énergie, des Mines, de l'Eau et de l'Environnement                                 |     | Abdelkader Amara          | PJD   |
|       | Ministre du Tourisme                                                                             |     | Lahcen Haddad             | MP    |
|       | Ministre de la Solidarité, de la Femme, de la Famille et du Développement social                 |     | Bassima Hakkaoui          | PJD   |
|       | Ministre de la Culture                                                                           |     | Mohamed Amine Sbihi       | PPS   |
|       | Ministre chargé des Marocains résidant à l'étranger et des Affaires de la migration              |     | Anis Birou                | RNI   |
|       | Ministre chargé des Relations avec le Parlement et la Société civile                             |     | El Habib Choubani         | PJD   |
|       | Ministre de l'Artisanat et de l'Économie sociale et solidaire                                    |     | Fatima Marouan            | RNI   |
|       | Ministre de l'Emploi et de la Formation professionnelle                                          |     | Abdeslam Seddiki          | PPS   |

### Ministres délégués
| Image | Fonction                                                                         | Ministre de rattachement                                                                         | Nom | Nom                       | Parti |
| ----- | -------------------------------------------------------------------------------- | ------------------------------------------------------------------------------------------------ | --- | ------------------------- | ----- |
|       | Ministre délégué à l'Administration et la Défense nationale                      | Chef du gouvernement                                                                             |     | Abdellatif Loudiyi        | Ind.  |
|       | Ministre délégué                                                                 | Ministre de l'Intérieur                                                                          |     | Charki Draiss             | Ind.  |
|       | Ministre déléguée                                                                | Ministre des Affaires étrangères et de la Coopération                                            |     | Mbarka Bouaida            | RNI   |
|       | Ministre délégué aux Affaires générales et de la Gouvernance                     | Chef du gouvernement                                                                             |     | Mohamed Louafa            | Ind.  |
|       | Ministre délégué au Commerce extérieur                                           | Ministre de l'Industrie, du Commerce, de l’Investissement et de l'Économie numérique             |     | Mohamed Abbou             | RNI   |
|       | Ministre délégué                                                                 | Ministre de l'Éducation nationale et de la Formation professionnelle                             |     | Abdelâdim El Guerrouj     | MP    |
|       | Ministre déléguée                                                                | Ministre de l'Enseignement supérieur, de la Recherche scientifique et de la Formation des cadres |     | Soumia Benkhaldoun        | PJD   |
|       | Ministre délégué au Transport                                                    | Ministre de l'Équipement, du Transport et de la Logistique                                       |     | Mohamed Najib Boulif      | PJD   |
|       | Ministre délégué au Budget                                                       | Ministre de l'Économie et des Finances                                                           |     | Driss El Azami El Idrissi | PJD   |
|       | Ministre délégué à la Fonction publique et la Modernisation de l’administration  | Chef du gouvernement                                                                             |     | Mohamed Moubdi            | MP    |
|       | Ministre déléguée à l'Environemment                                              | Ministre de l'Énergie, des Mines, de l'Eau et de l'Environnement                                 |     | Hakima El Haite           | MP    |
|       | Ministre déléguée à l'Eau                                                        | Ministre de l'Énergie, des Mines, de l'Eau et de l'Environnement                                 |     | Charafat Afilal           | PPS   |
|       | Ministre délégué aux Petites entreprises et de l'Intégration du secteur informel | Ministre de l'Industrie, du Commerce, de l’Investissement et de l'Économie numérique             |     | Mamoun Bouhdoud           | RNI   |

## Évolution de la composition du gouvernement

### Ajustement du 21 janvier 2015
À la suite de la démission du ministre de la Jeunesse et des Sports Mohammed Ouzzine, Mohand Laenser l'a remplacé par intérim.

### Remaniement du 20 mai 2015
Le gouvernement est remanié par un décret royal le 20 mai 2015;
- Driss Merroun devient ministre de l’urbanisme et de l'aménagement du territoire national.
- Mohand Laenser ministre de la jeunesse et des sports.
- Abdelaziz El Omari ministre chargé des relations avec le parlement et la société civile.
- Khalid Barjaoui ministre délégué auprès du ministre de l'éducation nationale et de la formation professionnelle.
- Jamila El Moussali ministre déléguée auprès du ministre de l'enseignement supérieur, de la recherche scientifique et de la formation des cadres.

### Ajustement du 8 octobre 2015
Le 8 octobre 2015, le roi Mohammed V a nommé Lahcen Sekkouri comme ministre de la Jeunesse et des Sports, en remplacement de Mohand Laenser devenu président de la région Fès-Meknès.

### Ajustement du 6 février 2016
Le 6 février 2016, sur proposition d'Abdel-Ilah Benkiran, le roi Mohammed V a nommé Nasser Bourita comme ministre délégué auprès du ministre des Affaires étrangères et de la Coopération.